# Conventie van New York
De Conventie van New York, ook bekend als het Verdrag tot erkenning en tenuitvoerlegging van buitenlandse arbitrale vonnissen, werd gesloten op 10 juni 1958 tijdens het congres van de Verenigde Naties te New York. Het verdrag vereist dat nationale gerechten een overeenkomst tot arbitrage tussen partijen erkennen en regelt daarnaast de tenuitvoerlegging van buitenlandse arbitrale vonnissen.
Begin 2023 waren er 172 aangesloten landen.